# Akranes
Akranes est une municipalité de 7 402 habitants située sur la côte ouest de l'Islande. La ville a commencé à se développer au XIXe siècle comme village de pêcheurs.
L'ouverture du tunnel du Hvalfjörður a facilité les déplacements vers Reykjavik, ce qui a contribué à une forte croissance économique de la ville, avec l'implantation d'un grand nombre d'industries.

## Géographie
Akranes est situé au pied de la montagne Akrafjall, dans la baie de Faxaflói.

## Toponymie
Le nom Akranes indique que des céréales étaient cultivés à cet endroit à l'époque de la colonisation.

## Histoire
Akranes a été colonisé au IXe siècle par les frères Þormóður et Ketill, fils de Bresi venus d'Irlande. Un village de pêcheurs a commencé à se former dans le milieu du XVIIe siècle. Ce village obtient un statut officiel en 1942. Depuis, la population a considérablement augmenté.

## Administration
À la suite de l'élection municipale de 2010, une coalition de gauche est à la tête de la municipalité. Le maire est Gísli S. Einarsson.
|                          | L'Alliance (Sam)              | 993  | 34,8 | 4 | +2 |  |  |  |  |  |  |  |  |  |  |  |
|                          | Parti de l'indépendance (Sja) | 719  | 25,2 | 2 | -2 |  |  |  |  |  |  |  |  |  |  |  |
|                          | Parti du progrès (Fram)       | 680  | 23,8 | 2 | +1 |  |  |  |  |  |  |  |  |  |  |  |
|                          | Mouvement Vert de gauche (Vg) | 465  | 16,3 | 1 | -  |  |  |  |  |  |  |  |  |  |  |  |
|                          |                               |      |      |   |    |  |  |  |  |  |  |  |  |  |  |  |
| Inscrits                 | Inscrits                      | 4550 | 100  | - | -  |  |  |  |  |  |  |  |  |  |  |  |
| Votants                  | Votants                       | 3149 | 69,2 | - | -  |  |  |  |  |  |  |  |  |  |  |  |
| Abstention               | Abstention                    | 1401 | 30,8 | - | -  |  |  |  |  |  |  |  |  |  |  |  |
| Blancs & nuls            | Blancs & nuls                 | 292  | 9,3  | - | -  |  |  |  |  |  |  |  |  |  |  |  |
| Totaux exprimés / sièges | Totaux exprimés / sièges      | 2857 | 90,7 | - | -  |  |  |  |  |  |  |  |  |  |  |  |

## Jumelages
La ville d'Akranes est jumelée avec :
- Qaqortoq (Groenland)
- Tønder (Danemark)
- Västervik (Suède)
- Närpes (Finlande)
- Sørvágur (Îles Féroé)
- Bamble (Norvège)

## Démographie
| 1998  | 1999  | 2000  | 2001  | 2002  | 2003  | 2004  | 2005  | 2006  |
| ----- | ----- | ----- | ----- | ----- | ----- | ----- | ----- | ----- |
| 5 125 | 5 186 | 5 340 | 5 450 | 5 510 | 5 595 | 5 588 | 5 657 | 5 786 |

| 2007  | 2008  | 2009  | 2010  | 2011  | 2012  | 2013  | 2014  | 2015  |
| ----- | ----- | ----- | ----- | ----- | ----- | ----- | ----- | ----- |
| 5 976 | 6 401 | 6 609 | 6 549 | 6 623 | 6 592 | 6 616 | 6 690 | 6 758 |

| 2016  | 2017  | 2018  | 2019  | 2022  | - | - | - | - |
| ----- | ----- | ----- | ----- | ----- | - | - | - | - |
| 6 905 | 7 040 | 7 249 | 7 402 | 7 841 | - | - | - | - |

| 1998  | 1999  | 2000  | 2001  | 2002  | 2003  | 2004  | 2005  | 2006  |
| ----- | ----- | ----- | ----- | ----- | ----- | ----- | ----- | ----- |
| 2 606 | 2 645 | 2 745 | 2 801 | 2 826 | 2 866 | 2 864 | 2 904 | 3 000 |

| 2007  | 2008  | 2009  | 2010  | 2011  | 2012  | 2013  | 2014  | 2015  |
| ----- | ----- | ----- | ----- | ----- | ----- | ----- | ----- | ----- |
| 3 120 | 3 358 | 3 440 | 3 359 | 3 382 | 3 364 | 3 370 | 3 408 | 3 425 |

| 2016  | 2017  | 2018  | 2019  | - | - | - | - | - |
| ----- | ----- | ----- | ----- | - | - | - | - | - |
| 3 514 | 3 580 | 3 727 | 3 853 | - | - | - | - | - |

| 1998  | 1999  | 2000  | 2001  | 2002  | 2003  | 2004  | 2005  | 2006  |
| ----- | ----- | ----- | ----- | ----- | ----- | ----- | ----- | ----- |
| 2 519 | 2 541 | 2 595 | 2 649 | 2 684 | 2 729 | 2 724 | 2 753 | 2 786 |

| 2007  | 2008  | 2009  | 2010  | 2011  | 2012  | 2013  | 2014  | 2015  |
| ----- | ----- | ----- | ----- | ----- | ----- | ----- | ----- | ----- |
| 2 856 | 3 043 | 3 169 | 3 179 | 3 228 | 3 218 | 3 246 | 3 282 | 3 333 |

| 2016  | 2017  | 2018  | 2019  | - | - | - | - | - |
| ----- | ----- | ----- | ----- | - | - | - | - | - |
| 3 391 | 3 460 | 3 522 | 3 549 | - | - | - | - | - |

Le graphique qui aurait dû être présenté ici ne peut pas être affiché car il utilise l'ancienne extension Graph, désactivée pour des questions de sécurité. Des indications pour créer un nouveau graphique avec la nouvelle extension Chart sont disponibles ici.

### Éducation
Il existe plusieurs établissements scolaires à Akranes :
- Crèches : Akrasel, Garðasel, Teigasel et Vallarsel.
- Écoles primaires : Brekkubæjarskóli, Grundaskóli.
- École secondaire : Fjölbrautaskóli Vesturlands á Akranesi.

## Économie
Le secteur de l'industrie est l'employeur le plus important. Depuis les années 1950, une cimenterie y est implantée, qui est en pleine croissance. Une fonderie d'aluminium s'y est également installée en 1998.

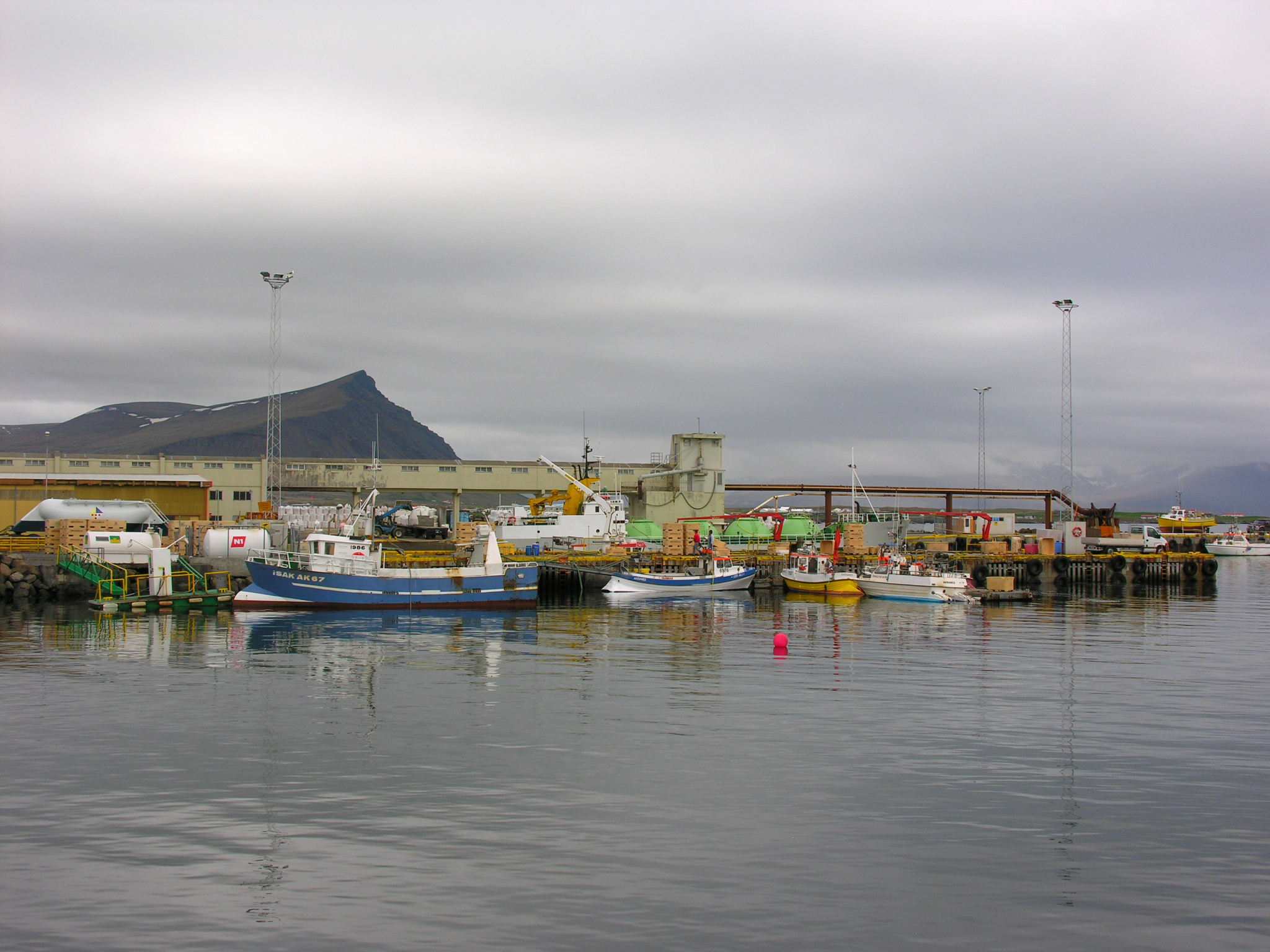
Port de pêche d'Akranes.

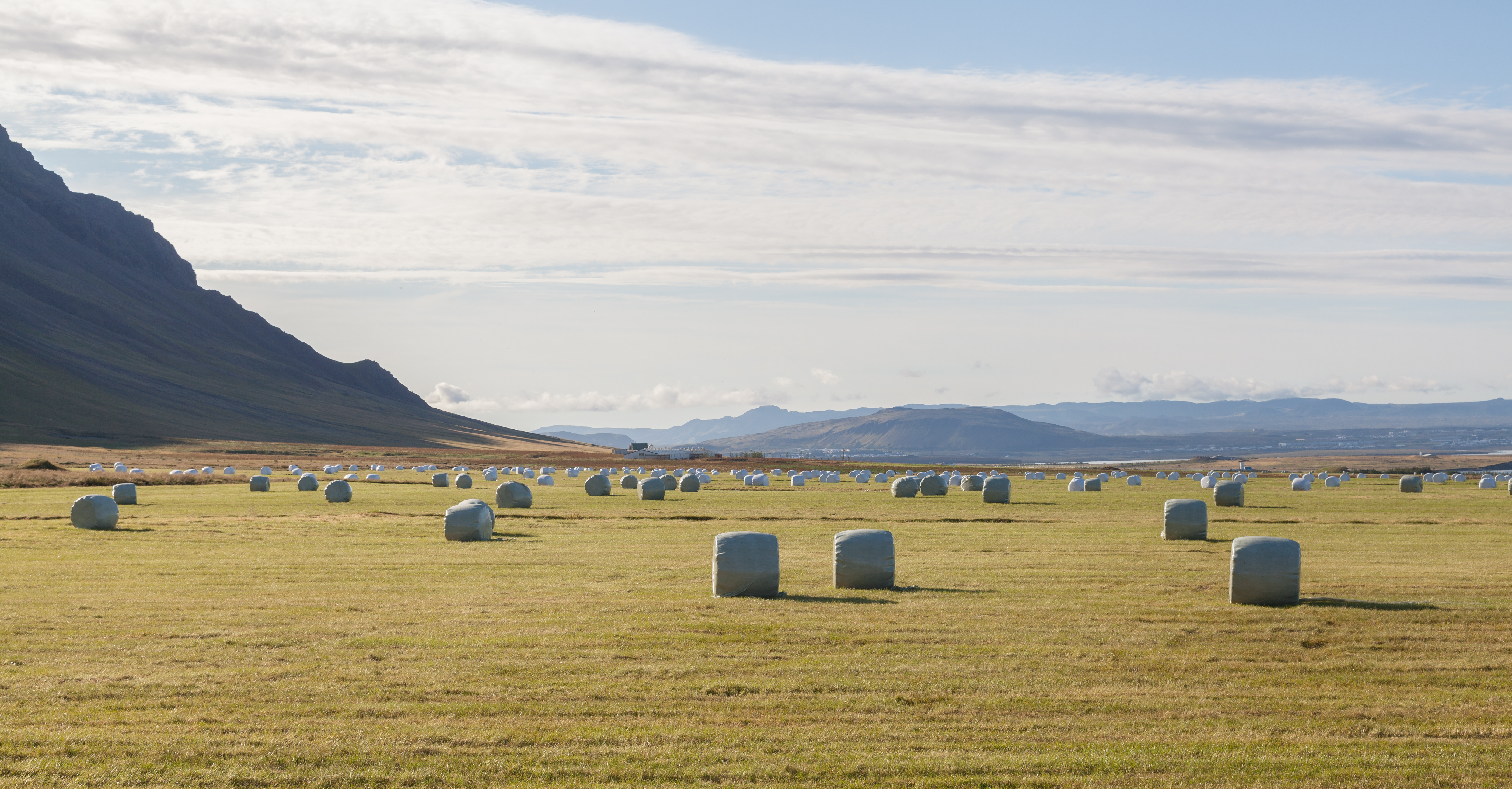
balles de paille près de Akranes.

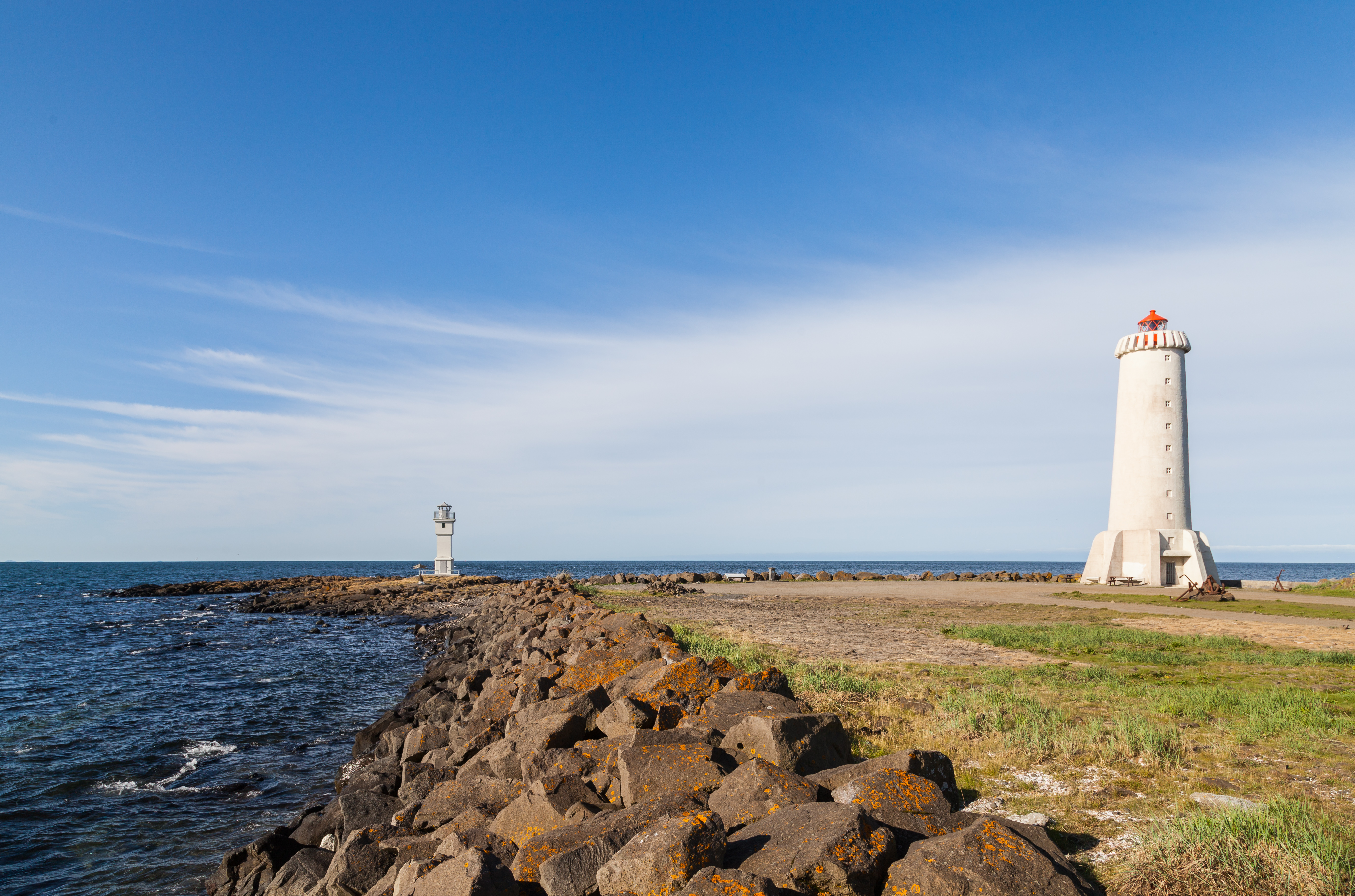
Phares ou Akranes.

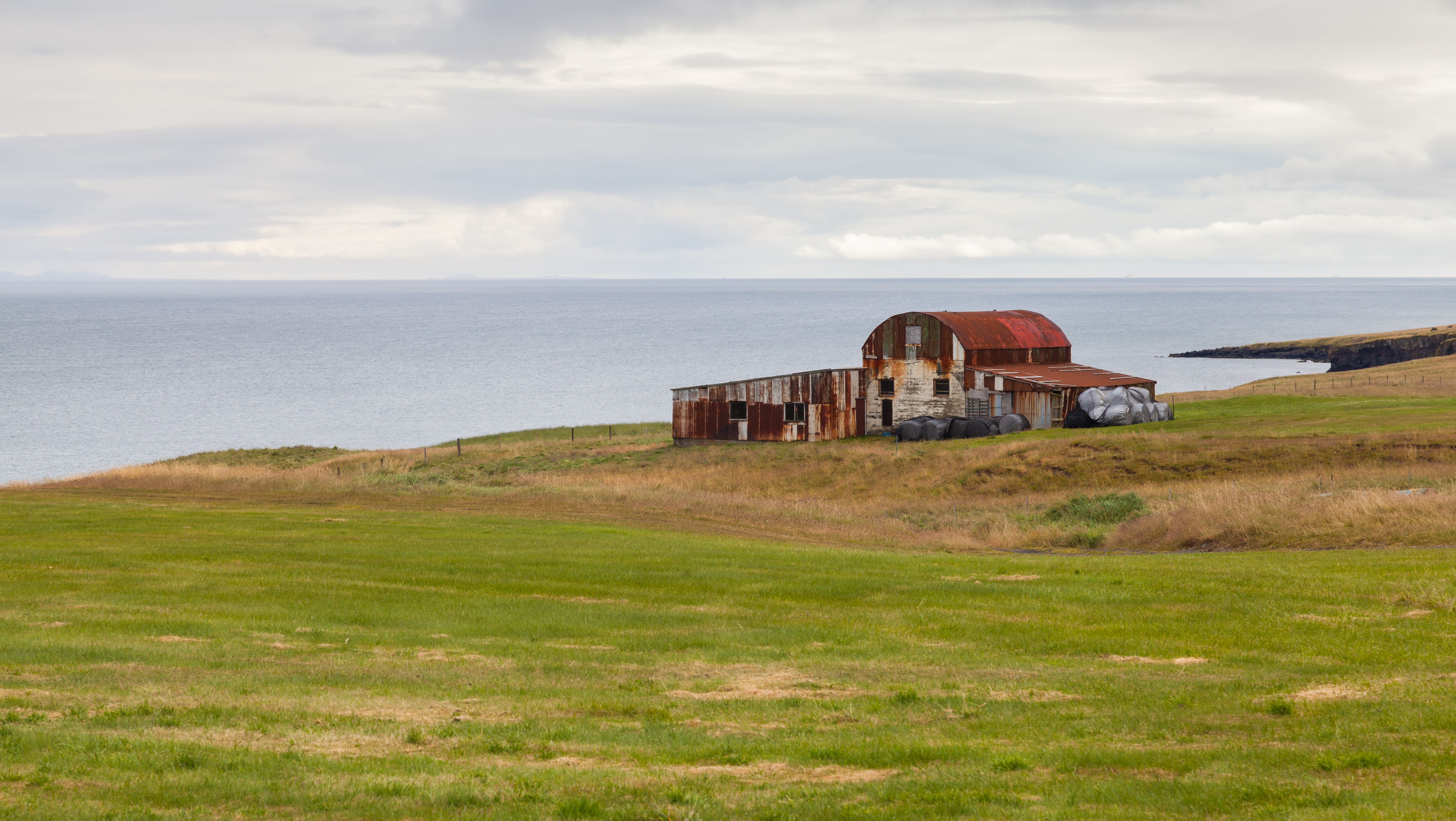
Ferme près de Akranes.

## Transports
Akranes est reliée à la Route 1 par les routes suivantes :
- - Route 501 vers le tunnel du Hvalfjörður et Reykjavik ;
- ( ) - Route 51 vers Borgarnes.

Akranes est également un important port de pêche.

## Patrimoine naturel et architectural
Le phare d'Akranes a été construit en 1948.

## Culture
Un musée ethnographique est situé à 1 km à l'est de la ville.

## Sports
Akranes possède un club omnisports important, ÍA Akranes. Il a notamment été champion d'Islande de football à plusieurs reprises.

## Personnalités liées à la localité
- Björn Ólafsson (1895-1974), homme politique islandais, y est né.
- Guðbjartur Hannesson (en), homme politique, y est né en 1950, et y est mort en 2015.
- Karl Thordarsson, footballeur, y est né en 1955.
- Pétur Pétursson, footballeur, y est né en 1959.
- Sigurbjörg Þrastardóttir (en), écrivaine, y est née en 1973.
- Þórður Guðjónsson, footballeur, y est né en 1973.
- Bjarni Guðjónsson, footballeur, y est né en 1979.
- Garðar Gunnlaugsson, footballeur, y est né en 1983.
- Þórhildur Sunna Ævarsdóttir (en), femme politique, y est née en 1987.
- Eva Björg Ægisdóttir, romancière, y est née en 1988 et y situe l'intrigue de ses polars.
- Arnór Sigurðsson, footballeur, y est né en 1999.
- Isak Bergmann Johannesson, footballeur, y est né en 2003.
- Hákon Arnar Haraldsson, footballeur, y est né en 2003.